# Glogovac (gmina)
Glogovac (serb. Глоговац, alb. Gllogocit, Drenasit) – gmina w Kosowie, w regionie Prisztina. Jej siedzibą jest miasto Glogovac.

## Demografia
W 2011 roku gmina liczyła 58 531 mieszkańców. Większość z nich stanowili etniczni Albańczycy – 99,9%. Wymieniało się następujące grupy narodowościowe i etniczne:
1. Albańczycy (58 445)
2. Boszniacy (14)
3. Turcy (5)
4. Egipcjanie Bałkańscy (2)
5. Serbowie (2)

## Polityka
W wyborach lokalnych przeprowadzonych w 2017 roku kandydaci Demokratycznej Partii Kosowa uzyskali 16 z 31 mandatów w radzie gminy. Frekwencja wyniosła 46,4%. Burmistrzem został Ramiz Lladrovci.